# X射線吸收光譜

图1：贡献于XAS边缘的转换

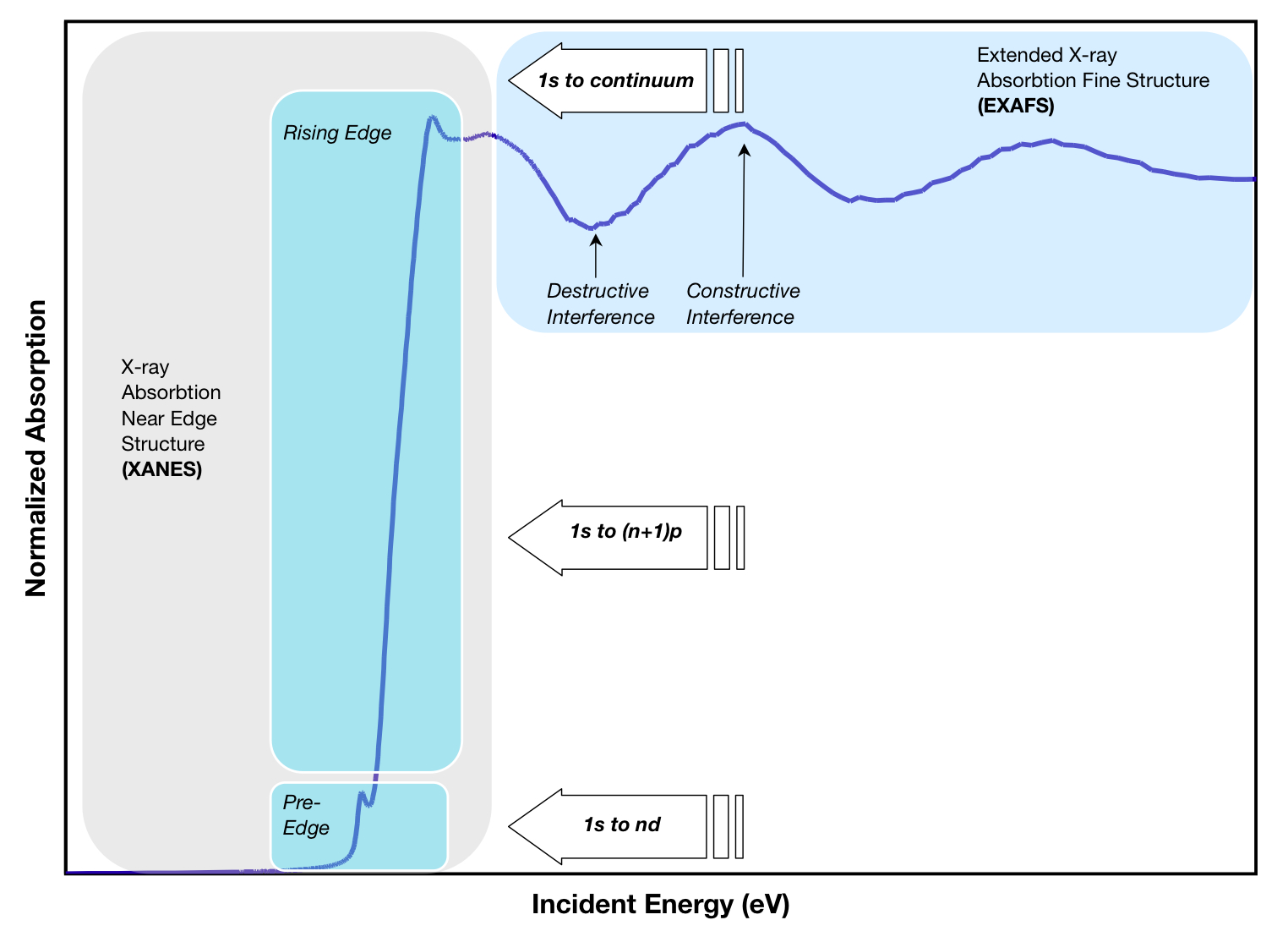
图2：XAS数据的三个区域

X光吸收光譜（X-ray absorption spectroscopy，缩写：XAS）是目前廣泛應用於取得氣態、分子、及凝體（例如，固體）中，目標原子之區域（原子尺度）結構資訊及電子狀態的一種技術。

## 光源
X光吸收光譜可藉由調變X光光子能量，於目標原子束縛電子之激發能量範圍內進行掃瞄而得。通常需使用同步輻射設施以提供高強度並可調變波長之X光光束。

## 光譜區域
與X光吸收光譜相關的技術，有稱之為X光吸收細微結構（X-ray Absorption Fine Structure, XAFS），或延伸X光吸收細微結構（Extended X-ray Absorption Fine Structure, EXAFS）。另外，X光吸收光譜區段在接近目標原子之殼層電子激發處，目標原子之殼層電子吸收光子，會有一陡直的上升，常稱之為X光吸收近邊緣結構（X-ray Absorption Near-Edge Structures，XANES）或X光吸收近邊緣結構（Near-Edge X-ray Absorption Fine Structure，NEXAFS）。

## 應用及樣品型態
由於X光穿透能力強，光譜各種目標原子的吸收區域重疊性也不高，在分子、材料科學、生物學、化學、地球科學、環境科學等各領域都有相當廣泛的應用。其受測樣品可以是粉末、液體和氣態樣品。依實驗方法及實驗站設計，可進行高、低壓、高、低溫、原位（in-situ）實驗。

## 實驗方法概述

### 穿透法
最常用且容易的方法，以台灣NSRRC同步輻射的X光吸收光譜實驗站為例，X光光源經單光器選擇光源能量後，引導至實驗站，以一氣體離子腔偵測入射光源強度I0，光束通過離子腔之後，打在樣品，再由樣品後的離子腔偵測穿過樣品後光束剩餘強度It。在It離子腔後，可選擇性加置一參考標準品及另一離子腔Ir，以做為能量校正。實驗時，改變光源之單光器來掃描目標原子的能量範圍，即可以{\displaystyle \ln {\dfrac {I_{0}}{I_{t}}}}求取各能量位置的吸收度。穿透法的限制在於樣品的濃度，過濃會有自吸收的效應，太稀訊雜比不好也無法分析。

### 螢光法
螢光法利用目標原子在吸收光源後躍遷回基態所放出的螢光強度，來判定被吸收光子的量。可用於高濃度粉末或液體形態的樣品。常用的偵檢器為Lytle detector，並以特定濾光片去除光源的影響。測得的螢光光源{\displaystyle I_{f}}正比於吸收強度，可以用{\displaystyle I_{f}/I_{0}}得到吸收光譜。

## 外部連結
- International XAFS Society, official organization promoting XAS （页面存档备份，存于）（英文）
- FEFF Project, University of Washington, Seattle （页面存档备份，存于）（英文）
- GNXAS project and XAS laboratory, Università di Camerino （页面存档备份，存于）（英文）